# Journal of Human Evolution
Das Journal of Human Evolution (kurz JHE) ist eine seit 1972 erscheinende paläoanthropologische Fachzeitschrift. Neben Aufsätzen und Rezensionen zu menschlichen und Primatenfossilien, paläogeographischen und -ökologischen Themen werden in Form kurzer Beiträge jüngste Entdeckungen und Deutungen aufgenommen.
Im Dezember 2024 traten fast alle Mitglieder des Redaktionsbeirats (editorial board) der Zeitschrift zurück. Als Grund wurden u. a. Veränderungen redaktioneller Abläufe durch Elsevier angegeben, die „mit der Aufrechterhaltung von Qualität und Integrität“ unvereinbar seien. Als Beispiele wurden der Wegfall des Lektorats, die Veränderung akzeptierter Manuskripte durch Methoden künstlicher Intelligenz von Seiten des Verlags sowie überdurchschnittlich hohe Publikationsgebühren angeführt. Elvevier wies die Vorwürfe zurück.
Im März 2025 beschrieben die drei Chefredakteure in einem Editorial die künftigen Arbeitsabläufe und bestätigten, dass künftig nur noch zwei statt bisher drei Gutachter als Reviewer pro eingereichtem Manuskript beauftragt werden sollen.